# Nevşehir (provincie)
Nevşehir is een provincie in Turkije. De provincie is 5467 km² groot en heeft 280.058 inwoners (2007). De gelijknamige stad is de hoofdstad.

## Bevolking
Op 1 januari 2019 telde de provincie Nevşehir 303.010 inwoners.
| Bevolking | onbekend | onbekend | onbekend | 187.398 | 229.830 | 256.933 | 289.509 | 309.914 | 282.337 | 303.010 |

## Bestuurlijke indeling

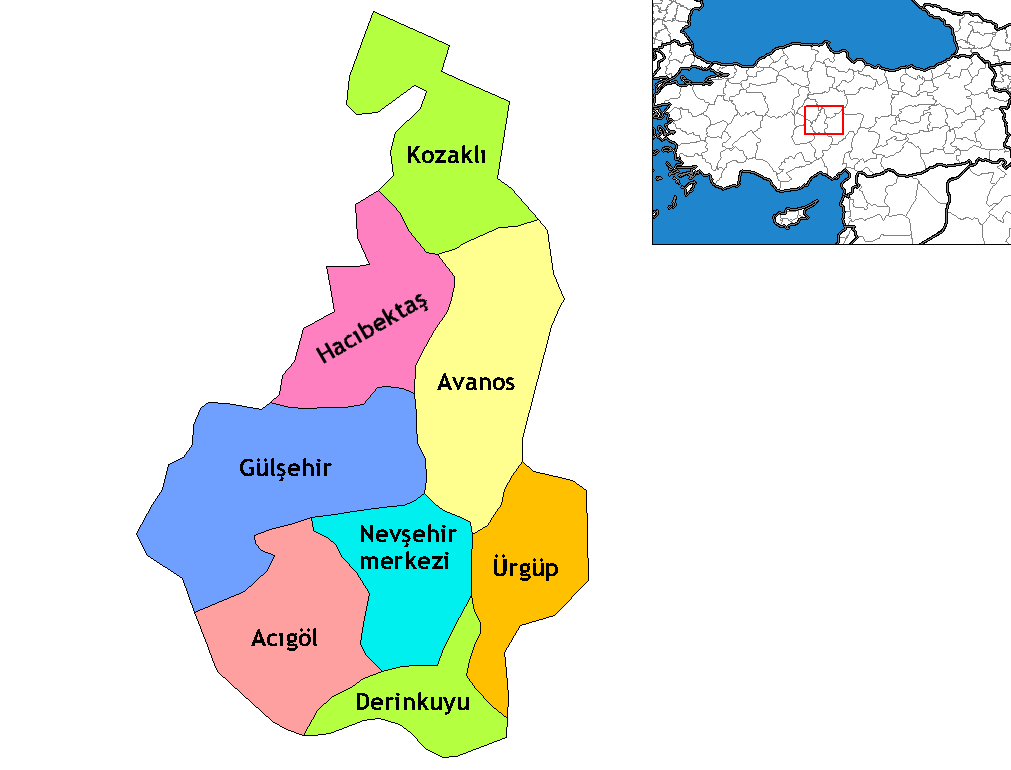
Districten van Nevşehir

### Districten
De provincie bestaat uit de volgende 8 districten:
| - Acıgöl - Avanos - Derinkuyu - Gülşehir | - Hacıbektaş - Kozaklı - Nevşehir - Ürgüp |